# Koralina i tajemnicze drzwi
Koralina i tajemnicze drzwi (ang. Coraline) – amerykański animowany film familijny dark fantasy o 11-letniej dziewczynce o imieniu Koralina.
Scenariusz filmu powstał na podstawie powieści Neila Gaimana Koralina.

## Fabuła
Film opowiada o 11-letniej Koralinie, która przeprowadza się z rodzicami do starego wiktoriańskiego domu. Pewnego dnia, gdy dziewczyna narzeka rodzicom na brak zajęcia, jej tata każe jej zliczyć wszystkie okna i drzwi w domu. Zwiedzając mroczne zakamarki starego domu stwierdza, że 13 drzwi otwiera się bez problemu i prowadzą do rzeczywistych miejsc. Jednak za 14. malutkimi drzwiami w pracowni znajdują się cegły. Pewnej nocy okazuje się, że za tajemniczymi drzwiami tak naprawdę znajduje się magiczne przejście, prowadzące do alternatywnej wersji świata, w którym mieszka dziewczynka. W nowym świecie wszystko wydaje się lepsze, a w tym jej rodzice, którzy zamiast oczu mają guziki. Z czasem alternatywna rzeczywistość okazuje się niebezpieczną pułapką. Dziewczyna przy pomocy gadającego kota ma za zadanie uratować swoich prawdziwych rodziców oraz dusze dzieci duchów.

## Obsada
- Dakota Fanning – Koralina Jones
- Teri Hatcher – Matka Koraliny
- John Hodgman – Ojciec Koraliny
- Ian McShane – Pan Bobinski
- Keith David – Kot
- Jennifer Saunders – Panna Spink
- Dawn French – Panna Forcible
- Robert Baily Jr. – Wybie Lovat

### Wersja polska
- Dominika Kluźniak – Koralina
- Izabela Dąbrowska – Mama
- Jacek Bończyk – Tata
- Marcin Hycnar – Wybie
- Grzegorz Pawlak – Bobinski
- Mirosława Krajewska – panna Spink
- Krystyna Tkacz – Panna Forcible
- Miłogost Reczek – Kot

## Odbiór

### Box office
Przy budżecie szacowanym na 60 milionów dolarów Koralina zarobiła w USA i Kanadzie ponad 75 milionów, a w pozostałych krajach równowartość ponad 49 mln USD; łącznie niecałe 125 milionów.

### Reakcja krytyków
Film spotkał się z pozytywną reakcją krytyków. W agregatorze recenzji Rotten Tomatoes 90% z 270 recenzji uznano za pozytywne, a średnia ocen wystawionych na ich podstawie wyniosła 7,80. Z kolei w agregatorze Metacritic średnia ważona ocen z 38 recenzji wyniosła 80 punktów na 100.